# Jan Kobak
Jan Kobak – poseł do Sejmu Krajowego Galicji I kadencji (1863–1867), włościanin z Woli Brzosteckiej.
Wybrany w IV kurii obwodu Rzeszów, z okręgu wyborczego nr 54 Jasło-Brzostek-Frysztak. Wybrany na miejsce Michała Żebrackiego, którego wybór unieważniono na sesji w 1863. Wybór Jana Kobaka zakwestionowano, jednak w końcu zdobył mandat posła.